# Daniel Hoesl
Daniel Hoesl (* 1982 in St. Pölten) ist ein österreichischer Filmregisseur und Filmschauspieler.

## Karriere
Hoesl wurde in St. Pölten geboren und studierte Multimediale Kunst in Salzburg und Prag. Später war er Regieassistent bei Ulrich Seidl. Bereits seit 2005 war er als Filmemacher und Schauspieler an Kurzfilmen beteiligt. Sein erster Langfilm Soldate Jeannette feierte 2011 im Wettbewerb des Sundance Film Festival Premiere. Sein zweiter Langfilm WINWIN hatte beim International Film Festival Rotterdam Premiere. Im Jahr 2018 wurde er mit dem Österreichischen Staatspreis Outstanding Artist Award für Film ausgezeichnet; im Jahr 2021 folgte ein Romy in der Kategorie Bester Dokumentarfilm für Davos. Seine Filme drehen sich stets um den Wert des Geldes in unserer Gesellschaft. 2025 feierte sein Essayfilm Un gran casino in Rotterdam Premiere und wurde beim Filmfest München im Wettbewerb Cinerebels nominiert.
Hoesl lebt in Wien.

## Filmografie (Auswahl)
Filmstab
- 2005: Lecture in Unity (Kurzfilm, Regie, Produktion, Buch, Schnitt)
- 2005: Lektion in Tango (Kurzfilm, Regie, Buch, Schnitt, Kamera)
- 2006: Lektion von alltäglichem Pathos (Kurzfilm, Regie, Produktion, Buch, Schnitt, Kamera)
- 2088: The Truth (Kurzfilm, Regie, Produktion, Buch, Schnitt, Kamera)
- 2011: The Madness of the Day (Regie, Produktion, Buch)
- 2013: Soldate Jeannette (Regie, Produktion, Buch)
- 2016: WiNWiN (Regie, Produktion)
- 2020: Davos (Regie, Produktion)
- 2024: Veni Vidi Vici (Regie, Buch)[5]
- 2025: Un gran casino (Regie, Produktion, Buch)

Schauspiel
- 2005: Lecture in Unity (Kurzfilm)
- 2012: Paradies: Glaube
- 2014: Der letzte Sommer der Reichen
- 2018: Angelo
- 2021: Blutsauger

## Auszeichnungen (Auswahl)
- 2013: Sundance-Film-Festival-Nominierung im Hauptwettbewerb für Soldate Jeannette
- 2013: International-Film-Festival-Rotterdam-Nominierung für den Tiger Award für Soldate Jeannette
- 2013: Montréal-Festival-of-New-Cinema-Nominierung im Hauptwettbewerb für Soldate Jeannette
- 2014: Österreichischer-Filmpreis-Nominierung in den Kategorien Bester Film und Bestes Drehbuch für Soldate Jeannette
- 2018: Outstanding Artist Award für Film
- 2021: Romy in der Kategorie Bester Dokumentarfilm für Davos
- 2021: Filmfestival-Max-Ophüls-Preis-Nominierung in der Kategorie Bester Dokumentarfilm für Davos
- 2021: Österreichischer-Filmpreis-Nominierung für Davos
- 2024: Sundance-Film-Festival-Nominierung im Hauptwettbewerb für Veni Vidi Vici
- 2024: Filmfest-München-Nominierung im Wettbewerb Cinerebels für Veni Vidi Vici
- 2024: Thomas-Pluch-Drehbuchpreis-Nominierung für Veni Vidi Vici
- 2025: Filmfest-München-Nominierung im Wettbewerb Cinerebels für Un gran casino